# Āhangar Kolā-ye Soflá
Āhangar Kolā-ye Soflá (persiska: آهَنگَر كُلای سُفلَى) är en ort i Iran.   Den ligger i provinsen Mazandaran, i den norra delen av landet, 140 km nordost om huvudstaden Teheran. Antalet invånare är 574.
Terrängen runt Āhangar Kolā-ye Soflá är platt. Runt Āhangar Kolā-ye Soflá är det tätbefolkat, med 286 invånare per kvadratkilometer. Närmaste större samhälle är Babol, 18,3 km öster om Āhangar Kolā-ye Soflá. Trakten runt Āhangar Kolā-ye Soflá består till största delen av jordbruksmark.